# Himantura granulata
Himantura granulata е вид акула от семейство Dasyatidae. Видът е почти застрашен от изчезване.

## Разпространение и местообитание
Разпространен е в Австралия (Западна Австралия, Куинсланд и Северна територия), Бангладеш, Гуам, Индия (Андамански и Никобарски острови), Индонезия (Бали, Калимантан, Малки Зондски острови, Малуку, Папуа, Сулавеси и Ява), Малайзия (Западна Малайзия, Сабах и Саравак), Мианмар (Коко острови), Микронезия, Папуа Нова Гвинея, Соломонови острови, Тайланд, Фиджи, Филипини и Шри Ланка.
Обитава крайбрежията и пясъчните и скалисти дъна на полусолени водоеми, океани, морета, заливи, лагуни и рифове. Среща се на дълбочина от 1 до 37,5 m, при температура на водата от 26,7 до 26,8 °C и соленост 35 ‰.